# Покровская (шахта)
Шахта «Покровская» — железорудная шахта в городе Кривой Рог, Днепропетровская область, Украина. Входит в состав ОАО «Криворожский железорудный комбинат» (КЖРК).

## История
Сдана в эксплуатацию в 1958 году с проектной мощностью 1,7 млн тонн руды в год.
Промышленная добыча руды на этой территории началась в 1892 году (рудник Ростковского), разработка велась открытым способом. До октября 1989 года шахта входила в состав рудоуправления имени Коминтерна, до 2000 года — шахтоуправление «Октябрьское» ПО «Кривбассруда».
В настоящее время шахта «Октябрьская» объединена с шахтой «Заря». Некоторое время она называлась «Заря-Октябрьская».
Шахтой разрабатывается крупная пластообразная залежь богатой руды протяжённостью свыше 1000 м. Средняя мощность залежи 23 м с углом падения 53°, который ниже горизонта 1190 м уменьшается до 36—46°. Также в шахтном поле насчитывается ряд гнездообразных и столбообразных рудных тел длиною 60—3000 м и мощностью 6—17 м. Прочность руды 50—60 МПа, среднее содержание железа 63,3 %. Висячий и лежачий бока сложены мартитовыми и гётито-мартитовыми кварцитами прочностью 100—140 МПа.
19 июля 2022 года шахта была переименована, получив название «Покровская».

## Известные работники
До призыва в Советскую армию на шахте работал электрослесарем Андрей Рзянкин (1964—1985) — советский пограничник, старший сержант, представленный к званию Героя Советского Союза.

## Характеристика
Шахтное поле вскрыто тремя грузо-людскими стволами (два из которых не имеют выхода на поверхность), грузоподъёмным стволом, двумя вентиляционными стволами, один из которых также людской.
Очистная выемка производится на горизонтах 1220 и 1265 м, подготовительные работы — 1340 м, горно-капитальные — 1415 м.
29 % запасов отрабатываются с помощью этажно-камерной и 71 % подэтажно-камерной системами разработки с отбойкой руды вертикальными веерами глубоких скважин на горизонтальную подсечку. Высота отрабатываемого этажа — 80 м.
На шахте разведано запасов до глубины 2015 м — 253,834 млн тонн. Трудовой коллектив шахты составляет более 1700 человек.
В конце 2005 года введена в эксплуатацию вновь созданная технологическая линия дробильно-сортировочной фабрики — существенная помощь в повышении содержания железа в товарной руде. Весной 2008 года были заменены главные канаты скиповой подъёмной машины для ствола шахты «Заря». В 2009 году на шахте была введена в эксплуатацию вторая очередь пускового комплекса горизонта 1265 м.
В 2014 году полностью заменена скиповая подъёмная машина шахты «Заря» МК4х8 фирмы ASEA на новую ЦШ5х8КД фирмы ABB.

## Аварии
13 мая 2008 года — смертельно травмированы трое рабочих: один — вагонеткой, двое — во время подъёма монтажников в результате деформации направляющей рамки на бадье.